# بنجامين فيريس
بنجامين فيريس (بالإنجليزية: Benjamin Ferris)‏ هو مؤرخ أمريكي، ولد في 7 أغسطس 1780، وتوفي في 9 نوفمبر 1867 في ويلمنغتون في الولايات المتحدة.